# Nuestra Señora del Pilar de Zaragoza
Il galeone da 50 cannoni Nuestra Señora del Pilar de Zaragoza fu Almiranta della flotta di Manila e compì 4 traversate di andata e ritorno dalle Filippine al Messico.

## Storia
Il galeone Nuestra Señora del Pilar de Zaragoza fu costruito presso il cantiere navale di Cavite, nelle Filippine. La nave fu impostata nel 1731 e venne varata nel 1733. Costruita con i migliori legni filippini, secondo gli standard e le proporzioni stabilite del generale dell'esercito José Antonio de Gaztañeta y de Iturribalzaga, dislocava 1.000 tonnellate, era lunga 36 m, larga 9,5 m e aveva un pescaggio di 5 m. L'armamento era composto da 50 cannoni, 22 da 18 libbre, 22 da 14 libbre e 6 da 10 libbre.
Per la sua prima traversata dell'Oceano Indiano per raggiungere il Messico, salpò dalla baia di Manila il 26 luglio 1733 al comando del generale Jerónimo Montero e del capitano Juan Agustín Lazcano.  Era accompagnato dal gemello Nuestra Señora de Covadonga che fungeva da capitana. Nonostante stesse per naufragare nelle Isole Marianne a causa di una forte tempesta, arrivò ad Acapulco il 21 marzo 1734. Le due navi salparono da Acapulco il 9 aprile e arrivarono a Manila nell'agosto 1734. 
Sotto il comando del generale Baltasar de Araneta e del suo capitano, José Antonio de la Madrid, salpò da Cavite il 31 luglio 1736, sempre accompagnato dalla nave Nuestra Señora de Covadonga, che fungeva da capitana.
A metà dell'agosto 1737 le due navi entrarono a Manila senza incidenti. Il 3 agosto 1738 salpò sotto il comando di Francisco Antonio Sendín e arrivò ad Acapulco il 23 febbraio dell'anno successivo.  Carico di mercanzie e con a bordo il nuovo governatore delle Filippine, Gaspar Antonio de la Torre y Ayala, salpò da Acapulco il 14 aprile e arrivò a Manila il 20 agosto 1739.
Nel 1739 era scoppiata tra Spagna e Gran Bretagna. Un consiglio di guerra si riunì nell'aprile 1741 per decidere quale armamento il Nuestra Señora del Pilar de Zaragoza avrebbe dovuto imbarcare nel suo prossimo viaggio verso la Nuova Spagna.  Fu deciso che avrebbe imbarcato 10 cannoni da 14 libbre e 24 cannoni da 10 libbre sui suoi due ponti e altri 8 cannoni da 6 libbre sul cassero e sul castello, oltre a 8 petriere da 3 libbre.  Il suo equipaggio fu incrementato di 40 persone, 12 artiglieri, 10 marinai e 12 mozzi spagnoli, per un totale di 387 uomini.
L'unità salpò da Cavite il 13 luglio 1741 al comando del generale Manuel Gómez de Bustamante e del suo comandante, il capitano della guardia del governatore, Gregorio Rafael García del Valle Izquierdo, arrivando ad Acapulco il 19 gennaio 1742.  Il Nuestra Señora del Pilar de Zaragoza sarebbe dovuta salpare per le Filippine nel mese di marzo ma fu scoperta una flotta britannica, al comando di George Anson, che stava aspettando il galeone per catturarlo, quindi esso non salpò fino al 7 dicembre 1742 con 1.374.717 pesos a bordo ed entrò a Manila il 19 marzo 1743. 
Si sospettava che la squadra di Anson potesse essersi diretta nelle Filippine per impossessarsi del tesoro del Nuestra Señora de Covadonga, che si trovava lì, e potesse essere in agguato alla periferia di Capo Espiritu Santo. 
Non appena arriva a Manila, la merce imbarcata sul Nuestra Señora del Pilar de Zaragoza fu scaricata urgentemente e con un nuovo equipaggio la nave prese il mare al comando del signor Juan Domingo Nebra con altre due imbarcazioni.  A causa dei venti contrari, il Nuestra Señora del Pilar de Zaragoza  si incagliò il 7 luglio 1743 nel porto di San Jacinto con diverse falle che si aprirono nello scafo. Il 21 marzo 1744 salpò da Cavite insieme al Nuestra Señora del Rosario y los Santos Reyes, e altre due navi, per cercare lungo le coste della Cina il vascello da 60 cannoni Centurion, che sotto il comando di Anson aveva catturato la Nuestra Señora de Covadonga. 
Le navi erano al comando di Antonio González de Quijano e non riuscirono a trovare il nemico, che in quel momento era già in viaggio verso l'Europa con il ricco bottino ottenuto. 
Le navi spagnole svernarono a Macao e tornarono a Manila alla fine di luglio 1744. L'anno successivo il galeone fu nuovamente preparato per la difesa di Manila, rimanendo ancorato nella sua baia, armata con soli 40 cannoni.
Come Almiranta, salpò da Cavite il 24 luglio 1746 sotto il comando dell'ammiraglio Juan Bautista Pañales y Carranza e del suo comandante, il capitano Gabriel de Salamanca. 
La Capitana era la nave Nuestra Señora del Rosario y los Santos Reyes, comandata da Francisco González de Quijano e del suo comandante, il capitano Tomás de Iturralde. I due galeoni arrivarono ad Acapulco il 10 gennaio 1747.  Cariche di 1.500.000 pesos, le due navi salparono da Acapulco l'8 aprile, accompagnate dal patache Santo Domingo, al comando del capitano Antonio Gutiérrez de Cossio, e arrivarono nelle Filippine il 7 luglio 1747. 
Per il suo ultimo viaggio salpò da Manila il 31 luglio 1750 con la galea San José. Il 26 agosto le due unità si fermarono al porto di San Jacinto per fare rifornimento di acqua e provviste, oltre a caricare merci di contrabbando. 
Nonostante il sovraccarico e contro il parere dei piloti e del comandante, il capitano Mateo Antonio Iñiguez, il generale  Ignacio Martínez de Faura, decise di salpare il 1° settembre. 
Il galeone passò lo stretto di San Bernardino alla in direzione delle Isole Marianne e di lui non si seppe più nulla.  Trasportava due cannoni da 18 libbre nella prima batteria, 22 da 10 libbre nella seconda batteria, 6 da 6 libbre sul cassero e 10 petriere a poppa e sul castello.